# (6082) Timiryazev
(6082) Timiryazev (1982 UH8) – planetoida z pasa głównego asteroid okrążająca Słońce w ciągu 4,07 lat w średniej odległości 2,55 j.a. Odkryta 21 października 1982 roku.